# Jesus Christus Erlöser
 (juillet 2025).
 (juillet 2025).
La mise en forme du texte ne suit pas les recommandations de Wikipédia : il faut le « wikifier ».
Les points d'amélioration suivants sont les cas les plus fréquents. Le détail des points à revoir est peut-être précisé sur la page de discussion.
- Les titres sont pré-formatés par le logiciel. Ils ne sont ni en capitales, ni en gras.
- Le texte ne doit pas être écrit en capitales (les noms de famille non plus), ni en gras, ni en italique, ni en « petit »…
- Le gras n'est utilisé que pour surligner le titre de l'article dans l'introduction, une seule fois.
- L'italique est rarement utilisé : mots en langue étrangère, titres d'œuvres, noms de bateaux, etc.
- Les citations ne sont pas en italique mais en corps de texte normal. Elles sont entourées par des guillemets français : « et ».
- Les listes à puces sont à éviter, des paragraphes rédigés étant largement préférés. Les tableaux sont à réserver à la présentation de données structurées (résultats, etc.).
- Les appels de note de bas de page (petits chiffres en exposant, introduits par l'outil «  Source ») sont à placer entre la fin de phrase et le point final[comme ça].
- Les liens internes (vers d'autres articles de Wikipédia) sont à choisir avec parcimonie. Créez des liens vers des articles approfondissant le sujet. Les termes génériques sans rapport avec le sujet sont à éviter, ainsi que les répétitions de liens vers un même terme.
- Les liens externes sont à placer uniquement dans une section « Liens externes », à la fin de l'article. Ces liens sont à choisir avec parcimonie suivant les règles définies. Si un lien sert de source à l'article, son insertion dans le texte est à faire par les notes de bas de page.
- La présentation des références doit suivre les conventions bibliographiques. Il est recommandé d'utiliser les modèles {{Ouvrage}}, {{Chapitre}}, {{Article}}, {{Lien web}} et/ou {{Bibliographie}}. Le mode d'édition visuel peut mettre en forme automatiquement les références.
- Insérer une infobox (cadre d'informations à droite) n'est pas obligatoire pour parachever la mise en page.

Pour une aide détaillée, merci de consulter Aide:Wikification.
Si vous pensez que ces points ont été résolus, vous pouvez retirer ce bandeau et améliorer la mise en forme d'un autre article.
Jesus Christus Erlöser (en français : « Jésus-Christ Rédempteur ») est un spectacle solo controversé créé et interprété par l'acteur allemand Klaus Kinski en 1971. Conçu comme une lecture scénique d'environ une heure et demie, ce projet mêle extraits de textes bibliques et réflexions personnelles de l'acteur, présentant le Christ comme un homme révolté, libre et proche des pauvres, plutôt que comme une figure divine traditionnelle. Cette performance s'inscrit dans le climat de contestation culturelle de l'Allemagne post-68, où Kinski entend proposer une vision humaniste et radicale du christianisme, affranchie de tout dogme institutionnel.
La première représentation publique eut lieu le 20 novembre 1971 à la Deutschlandhalle de Berlin-Ouest devant environ 5 000 spectateurs. L'attitude provocatrice de Kinski, son ton véhément et la structure atypique du spectacle déclenchèrent rapidement l'hostilité d'une partie du public. La soirée fut marquée par des interruptions répétées, des invectives et plusieurs tentatives de prise de parole par des spectateurs, contraignant l'acteur à écourter sa performance après environ une heure. Malgré cet échec apparent, Jesus Christus Erlöser a progressivement acquis un statut particulier dans l'histoire du théâtre expérimental allemand. Le spectacle est aujourd'hui considéré par les critiques comme l'une des performances les plus emblématiques de la personnalité excessive de Klaus Kinski et un témoignage singulier des expérimentations théâtrales de l'époque.

## Contexte
Klaus Kinski, avant de devenir une figure majeure du cinéma international, était un grand récitant (de) et déclamateur, faisant la une du magazine Der Spiegel le 22 février 1961 avec l'article Deklamation Kinski (« Déclamation Kinski »). Entre 1959 et 1962, il a effectué plusieurs centaines de représentations dans des salles souvent complètes en Allemagne de l'Ouest, en Autriche et en Suisse, et a enregistré 30 disques parlés écoutés par « un million d'Allemands »,.
En 1971, la crise du cinéma italien et le mécontentement local face à ses caprices, combinés à des dettes et à deux offres allemandes, ont ramené Kinski en Allemagne. Le jeune cinéaste Werner Herzog, alors âgé de 28 ans, l'attendait en Amérique latine pour le tournage d'Aguirre, la colère de Dieu. Cependant, Kinski devait d'abord participer à une grande tournée intitulée Jesus Christus Erlöser, organisée par le promoteur de concerts allemand Klaus Berenbrok. Ce dernier avait déjà mené des tournées réussies avec des artistes comme Juliette Gréco, Udo Jürgens et Gilbert Bécaud.
Depuis plus de dix ans, Kinski s'intéressait au thème de Jésus-Christ, qu'il décrivait comme « l'homme le plus intrépide, le plus libre, le plus moderne de tous ». Pourtant, autant ses admirateurs que ses critiques étaient irrités par son revirement apparent, passant d'un acteur incarnant des personnages négatifs dans des westerns, des films criminels et d'horreur à un déclamateur du message pacifique de Jésus.
Quatre jours avant la représentation, Kinski arrive à Berlin-Ouest en avion depuis Munich avec sa nouvelle épouse Minhoï Geneviève Loanic.
Initialement, dix événements étaient prévus dans toute l'Allemagne de l'Ouest du 20 novembre au 15 décembre, suivis d'une grande tournée mondiale avec cent représentations prévues. Cela devait marquer les premiers spectacles de Kinski depuis sa dernière apparition le 8 décembre 1962 à Vienne. Cependant, après la première scandaleuse et les gros titres négatifs qui ont suivi, l'atmosphère était malsaine et la prévente pour les événements ultérieurs a été compromise. Dès le 26 novembre, l'organisateur Berenbrok a demandé à être libéré de ses obligations et a déclaré faillite peu de temps après.
Une deuxième représentation a eu lieu le 27 novembre à la Philipshalle (de) de Düsseldorf, qui s'est apparemment déroulée sans perturbations majeures. Le reste de la tournée a été annulé en raison de la faillite du promoteur de concert Klaus Berenbrok. Cette deuxième apparition était le dernier spectacle de Kinski et a été organisée par Richard Schulze, un ancien employé du promoteur de concert en faillite. Kinski est apparu sans cachet ou n'a pas reçu de cachetKinski n'a reçu aucun cachet.

## La première
Le 20 novembre 1971, Klaus Kinski présente son texte lors de sa première représentation à la Deutschlandhalle de Berlin-Ouest devant 5 000 spectateurs,,. Le prix d'entrée est de 3, 5 ou 10 Deutsche Mark. Kinski récite le texte sous forme de monologue déclamatoire. Le texte, qui comprend 30 pages dactylographiées,, est prévu pour durer environ 90 minutes. Dès les cinq premières minutes, des interruptions viennent du public (« Kinski n'est pas Jésus ! »), suivies de rires, de moqueries et d'autres cris (« Connard ! », « Tu n'as jamais travaillé ! »). Kinski sort de son rôle et insulte les perturbateurs (« Allez, ferme ta gueule, comme ça tu entendras ce que j'ai à dire ! »). Au bout d'un moment, il appelle sur scène l'un des spectateurs perturbateurs (« Viens ici, toi qui as une si grande gueule ! »). Ce dernier déclare au micro qu'il pense que Kinski n'est pas similaire à Jésus-Christ, que certains dans le public recherchent peut-être, car Jésus était « tolérant » et, face à la contradiction, avait tenté de convaincre les autres sans dire : « Ferme ta gueule ! ». Puis il rend le micro à Kinski et quitte la scène. « Non, il a pas dit : « Ferme ta gueule ». Il a pris un fouet et leur a défoncé la tronche ! C'est ça qu'il a fait, espèce de porc stupide ! Et ça peut t'arriver aussi ! », crie Kinski en réponse dans le micro. Il se retourne vers le public et crie : « Là, y a deux solutions : soit ceux qui font pas partie de la racaille virent les autres, soit ils auront payé pour rien ! ». Sur ces mots, Kinski jette le micro par terre et quitte la scène.
Lorsqu'il revient sur scène, il recommence depuis le début, mais très vite, de nouvelles huées le dérangent à nouveau. Il adresse son texte en haussant la voix, le doigt tendu et le regard fixe (« Et pourquoi vois-tu l'écharde dans l'œil de ton frère, alors que tu ne remarques pas la poutre dans le tien ? Comment peux-tu dire à ton frère : « Laisse-moi ôter l'écharde de ton œil », alors qu'il y a une poutre dans le tien ? Hypocrite ! Ôte d'abord la poutre de ton œil, et alors tu verras clair pour ôter l'écharde de l'œil de ton frère ! », basé sur Matthieu 7:3-5). Il repousse un spectateur monté sur scène, « voulant lui aussi dire quelque chose » dans le micro, qui se fait emmener hors de la scène par un membre du personnel (« Jetez-le »). Kinski menace d'interrompre son discours et quitte à nouveau la scène, après avoir dit : « Et même s'il ne reste plus qu'un seul type à vouloir entendre ça, eh bien faudra qu'il attende que les autres ordures ait débarrassé le plancher ! ». Des spectateurs montent sur scène, s'adressent au public au micro et exigent, entre autres, des excuses de Kinski pour ses « méthodes fascistes qui consistent à faire pousser dans l'escalier par son garde du corps quelqu'un monté pacifiquement sur scène pour prendre la parole ». Le speaker demande au public de laisser M. Kinski prononcer son texte, afin que le public puisse ensuite donner son avis.
Dans la suite de la représentation, Kinski continue à réciter le texte avec d'autres interruptions (environ une heure), et il y a d'autres interjections (« Espèce de marchand de mots ! », « Tu sèmes la haine, nous sommes des adultes éclairés ! »), auxquelles Kinski répond partiellement (« Si seulement vous étiez brûlants, ou ne fût-ce que glacés ! Mais vous êtes tièdes, et je vous vomis de ma bouche ! » selon Apocalypse 3:15, « Que celui parmi vous qui n'a pas qu'une grande gueule, mais est vraiment sans péché, jette la première pierre ! » ; une allusion à Jean 8:7). Il appelle ensuite « l'un de ces débiles profonds » sur les planches pour parler en leur nom et quitte lui-même la scène. Le spectateur résume ainsi : « Monsieur Kinski a négligé de faire coïncider ses actes avec le message si important qu'il clame. […] « Vous les reconnaîtrez à leurs œuvres » » (Matthieu 7:16). Kinski fait irruption sur scène, s'empare du micro (« Puisque le spectacle est terminé »), puis saisit le pied et le jette en l'air avec le micro avant de disparaître derrière la scène. Certains spectateurs scandent : « Kinski est un fasciste ».
Des discussions animées éclatent dans la salle entre le public et l'organisateur, éclipsées par des annonces selon lesquelles « les fauteurs de troubles et les provocateurs sont priés de quitter la salle afin que Monsieur Kinski puisse poursuivre son discours ». Kinski discute avec les policiers et les journalistes puis remonte sur scène et annonce qu'il est sincèrement désolé pour les autres spectateurs, mais que le spectacle est désormais définitivement terminé. Une grande partie du public quitte la salle.
Plus tard, vers minuit,, Kinski apparaît devant la scène de l'auditorium, où se trouvent encore 100 à 200 personnes. Il reprend, d'une voix faible et sans micro, le début du texte, tout en déambulant parmi les spectateurs restants. Il l'interrompt à nouveau à cause de bruits dérangeants (« C'est même pas possible d'avoir cent personnes silencieuses », « Allez, ferme ta gueule. T'arrives pas à imaginer qu'un type qui doit débiter trente pages dactylographiées exige qu'on la boucle ? T'es incapable de le concevoir ? Alors que quelqu'un t'enfonce ça dans le crâne au marteau ! », « Ça doit être terriblement dur de rester silencieux une heure et demie ») et il recommence, cette fois en récitant le texte en entier, avec un micro et sans interruption. Vers deux heures du matin, la représentation prend fin sous les applaudissements du public restant,.

## Critiques
Les critiques de presse des jours suivants sont majoritairement très négatives. Kinski est jugé comme un faiseur de troubles ou une figure comique à ne pas prendre tout à fait au sérieux, conformément au cliché habituel de l'acteur. Les provocations du public ne sont jamais mentionnées,. « Fermez-la avec l'Évangile », titre la Frankfurter Allgemeine Zeitung. Beaucoup pensent qu'une personne comme Kinski, qui a joué dans des films policiers adaptés d'Edgar Wallace et des westerns spaghetti, a reçu des millions en salaire et a profité pleinement de la dolce vita à Rome, ne peut se permettre de réciter Jésus. La génération post-68 se méfie de toute autorité et refuse d'écouter quelqu'un leur prêcher depuis la scène sans discussion,.
Une spectatrice exprime son incompréhension envers les « perturbateurs », qui pourraient s'asseoir et écouter ce qu'il a à dire puisqu'ils ont payé pour être là. Un autre spectateur aborde la discordance entre la représentation du « christianisme primitif », selon laquelle Kinski doit se tenir au-dessus des déclarations provocatrices. Un autre spectateur explique que la plupart sont prêts à écouter Kinski et qu'une discussion ensuite va de soi.
Dans le documentaire Ennemis intimes de 1999, Herzog reproche au public d'avoir provoqué Kinski, car il « ne voulait que le voir se déchaîner » ; « on se moqua de lui, il eut d'effroyables crises, se déchaîna et hurla ». Après sa deuxième apparition à Düsseldorf, Kinski s'immerge complètement dans son rôle de Jésus pour le tournage du film Aguirre, la colère de Dieu, à tel point que cela rend difficile toute discussion avec lui, car « il répond comme Jésus ».
Dans une interview au Bayerischer Rundfunk en novembre 1971, Kinski s'exprime concernant le tumulte de la première, entre autres sur la question de son identification avec le Christ. Le 2 juillet 1977, il s'exprime également sur les perturbations de la première dans l'émission-débat Je später der Abend (de) et est immédiatement interrompu par une interjection « de l'un de ces gens » dans le public, avec qui il continue à discuter tout au long de l'émission. Kinski explique qu'il s'agit d'une question d'éducation et de comportement de rester à la maison en cas de toux, afin de ne pas déranger non seulement la personne sur scène, mais aussi la personne à côté de soi. « Avec [Maria] Callas et [Renata] Tebaldi, les gens ont couvert l'opéra de leurs quintes de toux. Moi, ils ne toussaient pas, parce que je leur disais : « Si vous ne cessez pas de tousser, je plie bagage ; mon pactole, je l'ai déjà encaissé ». Et chez moi, personne ne toussait ». Il se dit également très gentil, car il fait expulser les fauteurs de troubles tandis que les Rolling Stones sont mieux organisés que lui car ils les font immédiatement tabasser dans le public par des Hells Angels, ce qu'il trouve correct, car quelqu'un qui fait un spectacle est « le patron » et le public n'a pas le droit de déranger - que c'est une supposition erronée de l'époque [des années soixante-dix] que les gens aient ce droit. « On ne dérange pas les autres ! » Et il pose la question fondamentale de savoir si les 99 % qui se comportent bien ont raison, ou si c'est « celui-là » (il montre le perturbateur dans le public) qui a raison.
Aujourd'hui, Jesus Christus Erlöser est considéré comme un document temporel remarquable et instructif. D'une part, il montre un acteur tourmenté, excentrique et vulnérable, qui a souffert de ce qu'il récitait et ne connaissait plus de frontière entre l'art et la vie. D'autre part, il révèle l'entêtement de la génération post-68 et la politisation absurde des années soixante-dix, où tout devait être discuté,,. Le texte de Kinski, qui correspond pourtant parfaitement aux sentiments et à la colère d'un public de gauche avec sa critique de l'impérialisme, de l'État et de l'Église, ne se voit accorder aucune chance. C'est une leçon sur l'hostilité envers l'art de forces prétendument progressistes et une confrontation fascinante avec le thème de Jésus-Christ.

## Musique
Dans la chanson Glaubenskrieg du groupe allemand Feindflug, des extraits sont utilisés : Ich bin nicht der offizielle Kirchenjesus, ich bin nicht euer Superstar (« Je ne suis pas le Jésus officiel de l'église, je ne suis pas votre superstar »). Le DJ et producteur de musique de Francfort, Oliver Lieb, utilise également des extraits du spectacle pour son single Jesus ist da. Luke Haines utilise la même citation en 2009, tout comme le groupe chrétien Oi! Jesus Skins (de) pour la chanson Religion, qui est une interprétation de la chanson du même nom de Slime. Rex Joswig (de) intègre la récitation dans son morceau Kinski in Dub. De plus, en 2002, le morceau hommage The Kinski Files est produit à partir des passages. Le groupe allemand désormais dissous daturah, qui décrit son style comme du « Ambient Noise Rock », utilise des extraits sur l'album reverie sorti en 2008. Le duo de rap allemand Pimpulsiv (de) utilise également des passages dans sa chanson Minimal Klaus sur l'album Hepatitis P, sorti en 2010. De plus, le groupe punk allemand Akne Kid Joe (de) utilise un extrait dans sa chanson Markus Erlöser sur l'album Karate Kid Joe. Le groupe allemand Phönix aus der Klapse, composé des musiciens Sascha Reimann et Swiss (de), utilise à la fin de leur chanson Klaus Kinski, sortie en 2019, un passage plus long du spectacle. Le groupe de punk rock brêmois Team Scheisse utilise également des citations de Kinski au début de leur chanson Komm ran ! sortie en 2020.

## Pièce radiophonique
Bear Family Records publie en octobre 1999 une version abrégée sous la direction de Volker Kühn (de) en tant que pièce radiophonique. Cette version est publiée en un tirage de 1 000 exemplaires mais est retirée du marché en décembre 1999 en raison d'une plainte des héritiers de Klaus Kinski (Minhoï et Nanhoï Nikolai). En 2006, la récitation est à nouveau publiée sous forme de pièce radiophonique : Jesus Christus Erlöser.

## Documentaire filmé
Le représentation du 20 novembre 1971 a été filmé en direct à l'initiative de Kinski avec quatre caméras sur pellicule 16 millimètres. En 2008, ce matériel est édité et publié sous forme de film cinématographique, réduit à 84 minutes à partir des 134 minutes originales. Le film inclut également des bonus avec des prises supplémentaires de la soirée sous différents angles de caméra. Des extraits de l'autobiographie de Kinski, Ich brauche Liebe (1991), sont insérés dans les moments où Kinski quitte la scène. Celui-ci utilise souvent des photos de ce spectacle pour des pochettes de disques et autres supports, mais il s'oppose à l'utilisation des vidéos filmées, affirmant que « cette bande » lui en voudrait. Il insiste sur le fait que Peter Geyer devrait s'en occuper après sa mort, car « alors ils vont me manquer ».
- Allemagne, 84 minutes, couleur
- Sortie en salles : 15 mai 2008
- Réalisation : Peter Geyer
- Production : Kinski Productions, Peter Geyer
- Producteur exécutif : Michael Dreher
- Montage : Peter Geyer, Konrad Bohley, Michael Dreher
- Montage en ligne : Verena Wütschke
- Son : Jürgen Swoboda, Joschi Kaufmann, Stephan Radom, Stefan Kolbe
- Musique : Florian Käppler, Daniel Requardt
- Distinction : La Deutsche Film- und Medienbewertung (FBW) (de) à Wiesbaden a décerné au film la mention « particulièrement précieux ».